# Полоница
Полоница (бел. Паланіца) — деревня расположена в Кричевском районе Могилёвской области Белоруссии. В составе Бельского сельсовета. В составе Население 9 человек.

## Географическое положение
Расположена на реке Белянка, правый приток р. Сож (бассейн Днепра).

## История
Поселение известно из письменных источников 1560 год. Из данных 1910 года: Полоница - Полоницкое сельское общество, Малятичская волость, Полоницкий православный приход, Чериковский уезд, Могилёвская губерния, 60 дворов, 356 душ, село, долгота 31,6151 широта 54,0845
В советское время имелся Полоницкий сельский совет, колхоз "Коминтерн", школа (десятилетка), фельдшерско-акушерский пункт, магазин, озеро. В конце 80-х председатель Сопранецкий Н.К. планировал провести автобусный маршрут из Кричева в Дарливое через Полоницу. Начало 90-х ознаменовалось строительством дороги, построен шлюз на реке Белянка. В 1991, после развала СССР, строительство было приостановлено. В начале 2000-х был закрыт магазин.
27 сентября 2024 года Лобковичский сельсовет Кричевского района Могилёвской области переименован в сельсовет «Бельскі» (на русском языке – «Бельский»).

## Шлюз
В конце 90-х местный житель спустил озеро сломав шлюз, вследствие чего вода постепенно начала подмывать дорогу. В середине 2000-х часть дороги обрушилась ограничив проезд. Дорога была частично восстановлена в 2017.

## Образование
В 1948 году была открыта школа. В 1958 был основан парк первых выпускников Полоницкой школы. Последний выпуск был в 1975, впоследствии школа была снесена. На сегодняшний день сохранилась небольшая пристройка использующаяся как сарай местными жителями.

## Телевидение
В начале февраля 2018 поселок посетила ТРК «Могилёв» записав 16-ти минутный видеоролик, 6 февраля ролик был опубликован на youtube.

## Население
| Год  | 1910 | 2010 | 2017 |
| ---- | ---- | ---- | ---- |
| Чел. | 356  | 13   | 9    |

## Памятные места
В деревне находится памятник защитникам и мирным жителям, погибшим во время Великой Отечественной

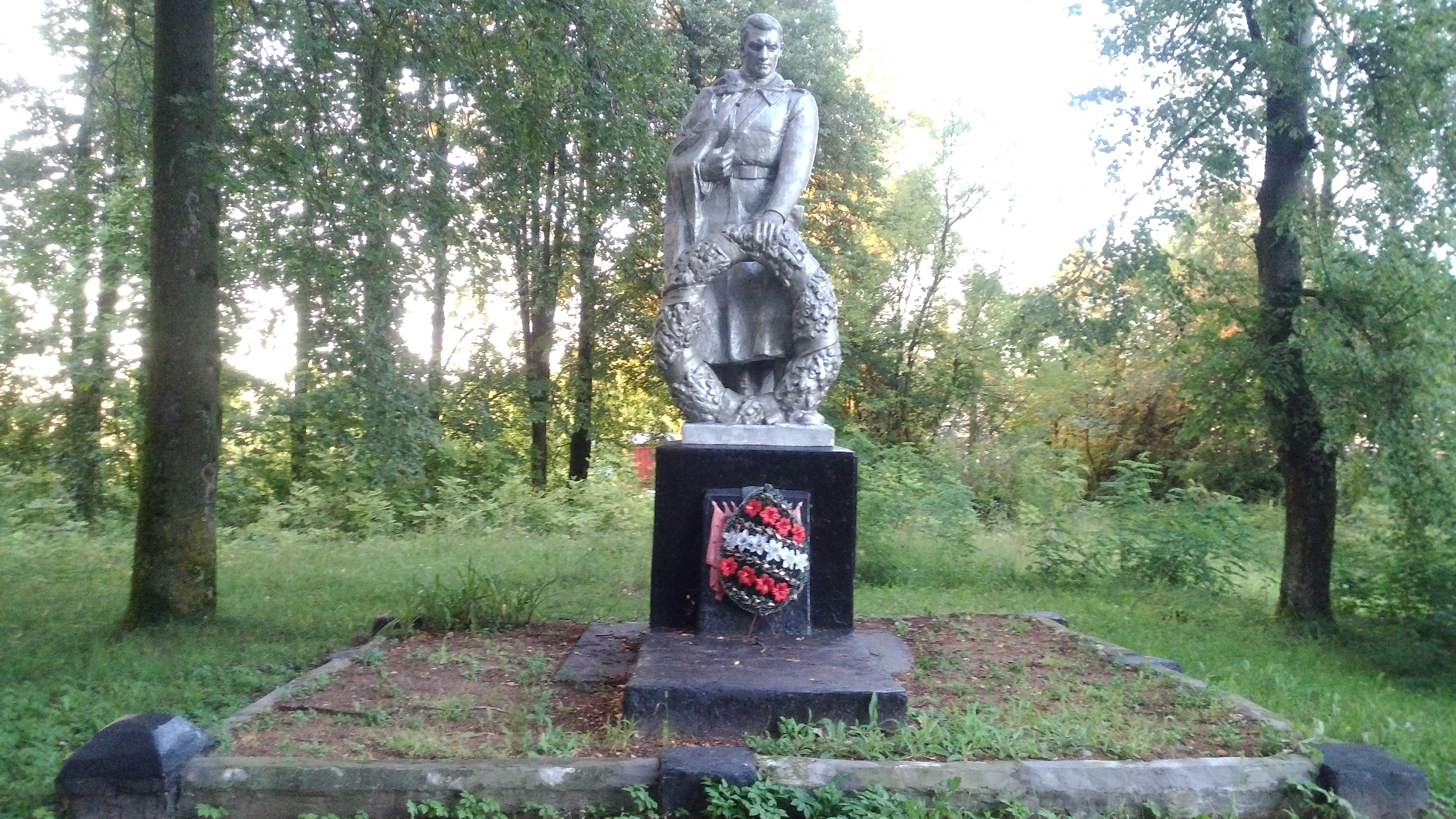

войны.